# Räddningsstation Skärhamn

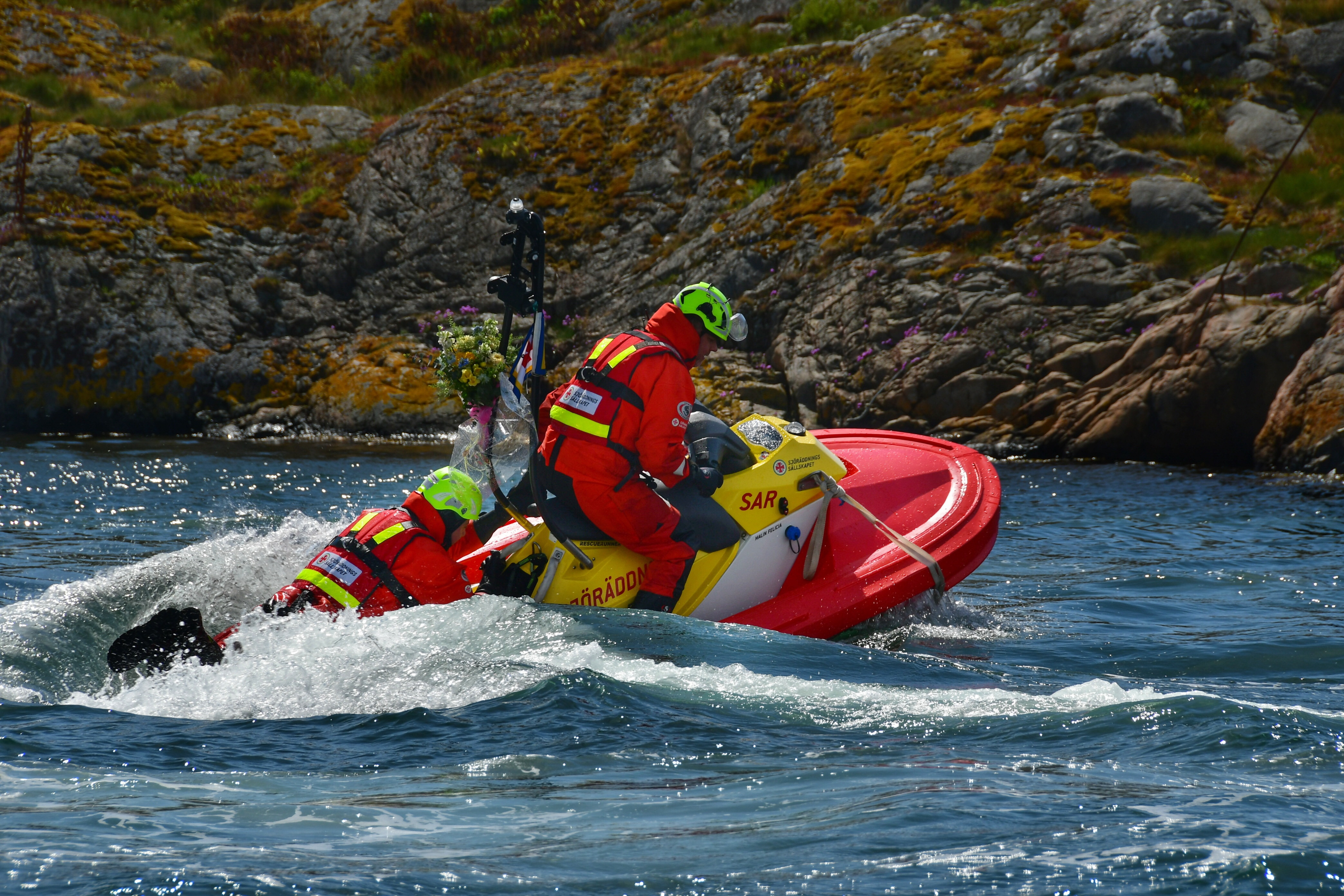
Rescuerunner Malin Felicia under uppvisning i samband med fartygets namngivning, 2020.

Räddningsstation Skärhamn är en räddningsstation tillhörande Svenska Sjöräddningssällskapet (SSRS), belägen i Skärhamn på Tjörn, Västra Götalands län. Stationen etablerades som en självständig räddningsstation år 2019, men var redan från år 2016 operativ som en understation till Räddningsstation Käringön. Räddningsstationen bemannas av 35 frivilliga sjöräddare och har till uppgift att bistå vid sjönöd och andra akuta händelser till sjöss i området kring Tjörns västra skärgård, från Marstrand till Mollösund. Stationen är en del av Svenska Sjöräddningssällskapets ideella och icke-statliga räddningsverksamhet längs Sveriges kuster och i större insjöar.
Under 2024 genomförde räddningsstationen cirka 160 larmuppdrag, medlemsuppdrag och sjuktransporter, utöver övningar, uppvisningar och andra aktiviteter.  

## Räddningsfarkoster
- Rescue Margareta Emblad K12-01, en 12 meter lång, täckt sjöräddningsbåt av den nya Embladklassen, byggd 2023.
- Rescuerunner Malin Felicia 3-67, en 3,6 meter lång räddningsenhet för insatser på grunt vatten, byggd 2019.
- Rescue Paul Brunes  8-42, en öppen och snabb räddningsenhet. Tillhör Gunnel Larssonklassen och är 8,4 meter lång, byggd 2015.
- Miljöräddningssläp MRS-22 Skärhamn.

## Tidigare räddningsfarkoster
- Rescue Anncha af Fagerfjäll 11-08, en 11,5 meter lång, täckt sjöräddningsbåt av Postkodlotterietklass, byggd 2017. Sedan 2025 stationerad på Räddningsstation Sölvesborg.